# (9491) Thooft
(9491) Hooft est un astéroïde de la ceinture principale.

## Description
(9491) Thooft est un astéroïde de la ceinture principale. Il fut découvert le 25 mars 1971 à l'Observatoire Palomar par Cornelis Johannes van Houten, Ingrid van Houten-Groeneveld et Tom Gehrels. Il fut nommé en honneur de Gerard 't Hooft. Il présente une orbite caractérisée par un demi-grand axe de 2,21 UA, une excentricité de 0,13 et une inclinaison de 5,1° par rapport à l'écliptique.

## Compléments